# Inge Heijbroek
Carl Erik „Inge“ Heijbroek, auch Inge Heybroek, (* 12. Oktober 1915 in Hilversum; † 9. Februar 1956 in Dublin) war ein niederländischer Hockeyspieler, der bei den Olympischen Spielen 1936 die Bronzemedaille erhielt.

## Karriere
Inge Heijbroek war Stürmer beim Amsterdamsche Hockey & Bandy Club, dem niederländischen Meister von 1937. Er bestritt 14 Länderspiele für die niederländische Nationalmannschaft, in denen er vier Tore erzielte.
Heijbroek debütierte 1934 im Nationalteam. 1936 in Berlin war Heijbroek Außenstürmer in der niederländischen Mannschaft und wirkte in allen fünf Spielen mit. Die Niederländer gewannen ihre Vorrundengruppe, wobei sie unter anderem die Franzosen mit 3:1 bezwangen. Nach einer 0:3 Halbfinalniederlage gegen die deutsche Mannschaft trafen die Niederländer im Kampf um den dritten Platz erneut auf die Franzosen und siegten mit 4:3. Das Spiel um den dritten Platz war Heijbroeks letztes Länderspiel.